# 야마다 오토조
야마다 오토조(일본어: 山田 乙三)는 일본 제국 육군의 군인이자 관동주의 마지막 총독이다. 1903년 일본 제국 육군에 들어간 오토조는 1912년 일본 육군대학에서 24등의 성적을 거두었고, 기병장교로서 일본 육군에서 계속 승진하게 되었다. 1937년 중일 전쟁이 발발했을 때 오토조는 만주에 기지를 둔 제12사단의 사단장이었고, 1938년부터 1년간 중지나 파견군의 총사령관을 맡기도 했다. 1944년 7월 관동주의 총독이자 관동군의 마지막 사령관이 된 오토조는 1944년 만주의 부족한 병력을 메우고 핵심 지역으로 군을 철수시켜 만주국을 보호하려고 했다. 그러나 1945년 소련-일본 전쟁이 발발했을 때 오토조의 만주 방어전략은 실패한 것으로 드러났고, 그의 예하 부대는 소련군에 궤멸되었다. 